# .ch
.ch — национальный домен верхнего уровня для Швейцарии.
Название домена не имеет сходства с названием самой Швейцарии ни в одном из национальных языков жителей этой страны: нем. die Schweiz, фр. Suisse, итал. Svizzera или Svizra и даже англ. Switzerland. Оно происходит от латинского имени Швейцарской Конфедерации — Confœderatio Helvetica (Гельветская конфедерация). На швейцарских монетах также используется такое название страны.